# جاده ۲۰ ایالات متحده آمریکا
جاده ۲۰ ایالات متحده آمریکا (انگلیسی: U.S. Route 20) یکی از بزرگراه‌های اصلی سیستم بزرگراهی ایالت متحده آمریکا است که به طول ۵۴۱۵ کیلومتر از بوستون شروع و در نیوپورت، اورگن به پایان می‌رسد. این بزرگراه شرق آمریکا را به غرب این کشور متصل می‌کند.

## نگارخانه

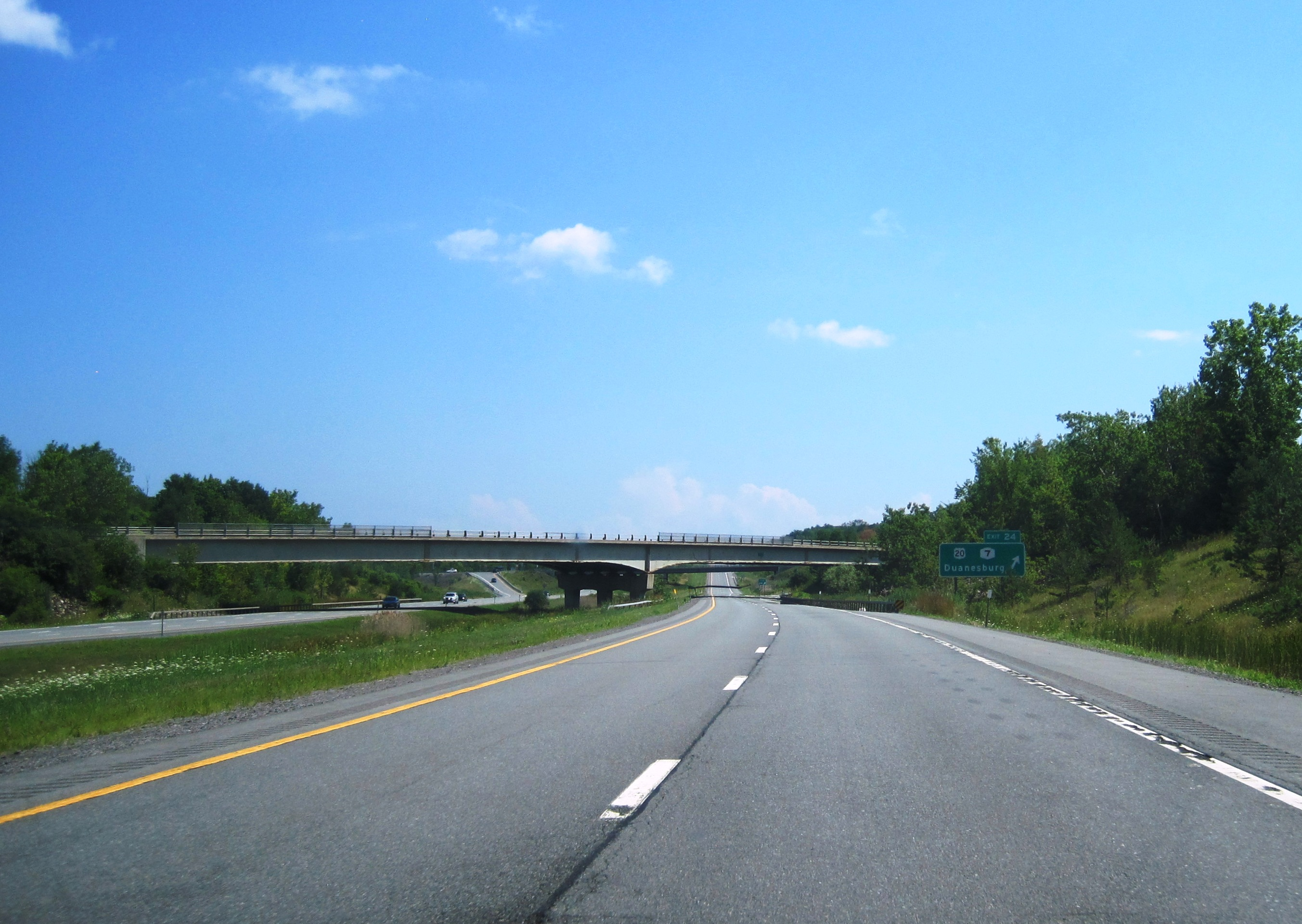
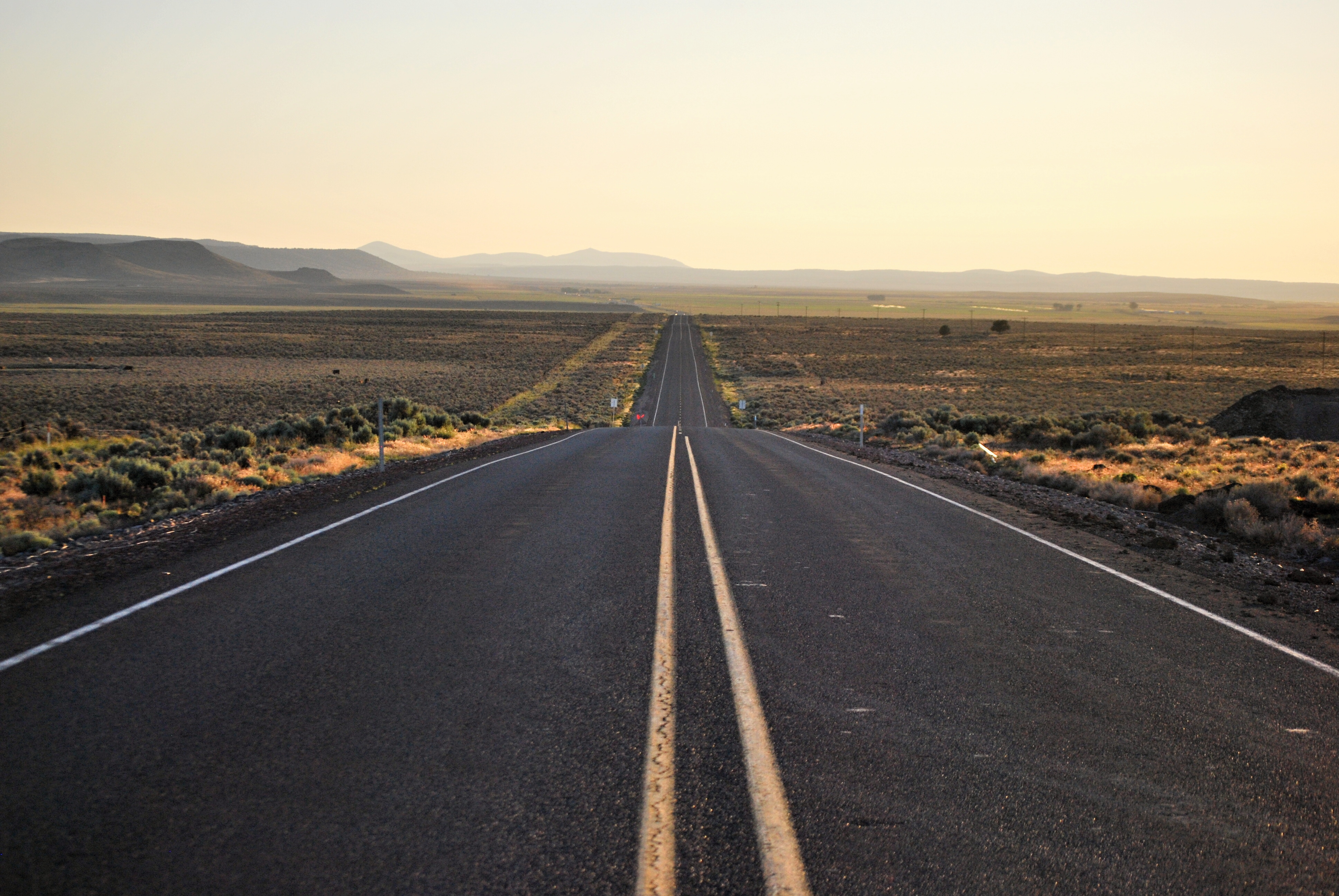
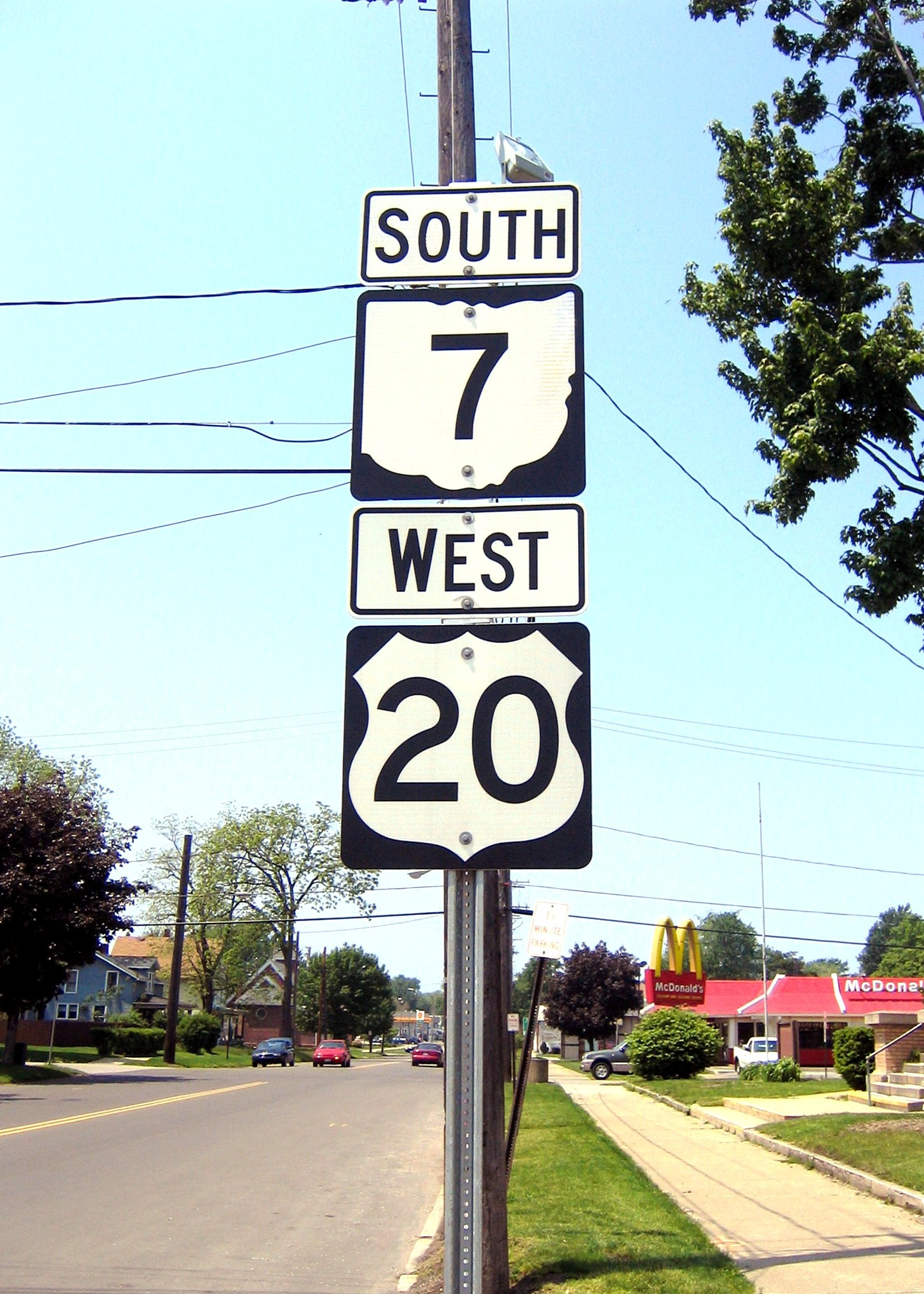
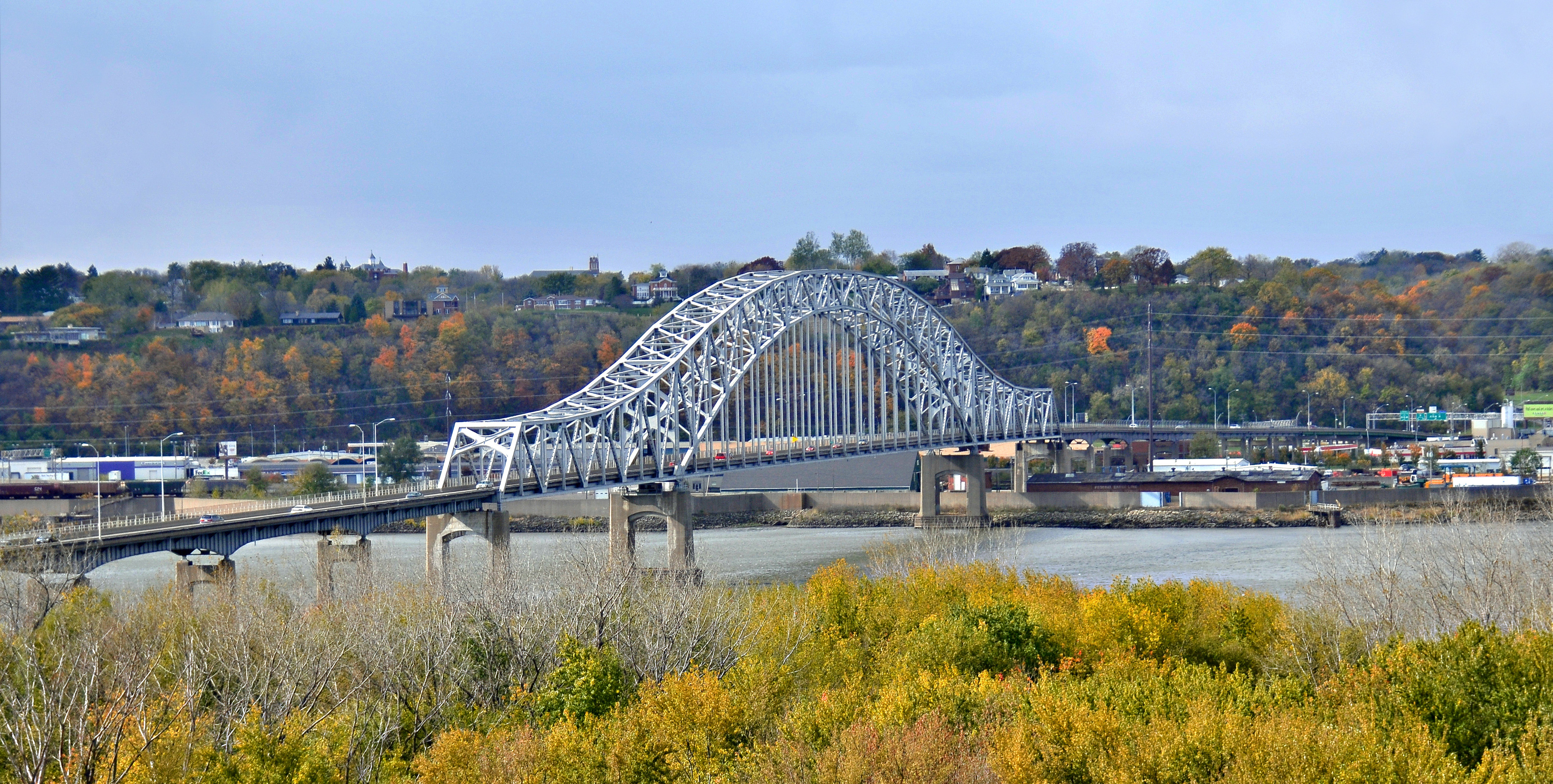